# MONOCROM
《MONOCROM》은 대한민국의 음악인 신해철의 프로젝트성 그룹 모노크롬의 음반이다.

## 앨범
신해철은 그가 리더로 있던 밴드 N.EX.T의 1997년 작품 《Lazenca: A Space Rock Opera》부터 이미 그리스 출신의 프로듀서 겸 기타리스트 크리스 샹그리디(Chris Tsangarides)와 작업을 해왔고, 그와 프로젝트성 그룹인 '모노크롬(MONOCROM)'을 결성한다. 음악적 부분에서는 락, 테크노 음악뿐 아니라 〈무소유 - Part 2〉에서 전통악기의 사용과 ‘장타령’, 〈Go With The Light〉의 Part 2, 4에서는 ‘새타령’을 차용하며 국악의 요소를 포함시키기도 하였다.
수록곡 중 〈니가 진짜로 원하는게 머야〉는 후에 크래쉬가 리메이크 하기도 했다.

### 크리스 샹그리디의 신해철 곡 표절논란
크리스 샹그리디는 이후 영국의 헤비 메탈 밴드 주다스 프리스트의 2001년작 《Demolition》 앨범을 프로듀싱 하면서 수록곡이었던 〈Metal Messiah〉에 모노크롬 앨범의 신해철 작품 〈Machine Messiah〉와 히든 트랙인 〈Demo No.69〉의 리프를 무단으로 가져다 사용하면서 표절 논란이 일었는데, 현재는 무단 표절을 했음이 정설로 굳어진 상황이다.

## 수록곡
전체 작곡: 신해철
| #             | 제목 | 작사·작곡     | 재생 시간 |
| ------------- | --- | ------------- | --------- |
| 1.            | 〈無所有(무소유) - I'Ve Got Nothing Part 1. 강물처럼 흐르다 - Flow Like a stream Part 2. The Poomba Part 3. I've Got Nothing, so I'm free〉                                  | 신해철        | 13:15     |
| 2.            | 〈The Grinder〉 | 신해철        | 5:23      |
| 3.            | 〈니가 진짜로 원하는게 머야〉 | 신해철        | 4:21      |
| 4.            | 〈Machine Messiah〉 | 신해철        | 8:43      |
| 5.            | 〈Textbook Suicide〉 |               | 6:32      |
| 6.            | 〈I'm your MAN〉 | 신해철        | 4:39      |
| 7.            | 〈Black Sun〉 (Prototype Ver. 2.5) | 신해철        | 6:02      |
| 8.            | 〈Go With The Light Part 1. 海 - The sea Part 2. 煩惱(번뇌)의 이름 - The name of Kleśa Part 3. 처녀 비행 - The Virgin Flight Part 4. 煩惱(번뇌)의 이름 - The name of Kleśa〉 | 신해철        | 12:48     |
| 총 재생 시간: | 총 재생 시간: | 총 재생 시간: | 67:50     |

- 〈Go with the Light〉가 끝난 후에는 히든트랙 〈Demo No.69〉(69번째 데모라는 의미)가 재생된다(63분 47초부터.).

## 참여
이 목록은 해당 앨범의 부클릿 〈staff〉목록에서 발췌하였다.
| 모노크롬 - Crom - 프로듀서, 녹음, 보컬, 작사·작곡·편곡, 코러스, 에디트, 프로그래밍, 건반, 신시사이저 - 크리스 샹그리디(Chris Tsangarides) - 프로듀서(공동), 녹음, 어쿠스틱/전자 기타, 5현/프렛레스 베이스 기타 참여 음악인 - 장재효 - "품바" 보컬(무소유 part 2) - 민영치 - 꽹과리, 장구(1) - 이용구 - 대금, 태평소(1) - 남궁연 - 장구 샘플 (1) - 유미리, 강권순 - 소리, 타령(8) | 스탭 - - Careth Ashton - 보조 - Chris Tsangarides - 믹싱, 영문 작사 - D.Yvette Whon - 영문 작사 - Big Bang Music Corp. - 한국 매니지먼트 - Jim Lewis(Lewis Ent) - 해외 매니지먼트 - Dave Yang - 이그제큐티브 프로듀서 - 전상일(電視空) - 아트 디렉터, 디자인, 컴퓨터 그래픽, 로고 디자인 - 오성욱, 電視空 - 보조 디자이너 - Digimo, 電視空 - 3D 컴퓨터 그래픽 |